# Otocinclus
Otocinclus là một chi cá da trơn trong họ Loricariidae có nguồn gốc từ Nam Mỹ thường được gọi là cá bống Oto hoặc cá Otto. Chi này, giống như các loài họ Loricariidae khác, được đặc trưng bởi các hàng áo giáp bao phủ cơ thể, cũng như miệng hút bên dưới. Chúng thường có kích thước nhỏ; O. tapirape là loài nhỏ nhất (2,4 cm), trong khi O. flexilis là lớn nhất (5,5 cm). Những loài này có sự thích nghi cho phép chúng thở không khí. Một ống dẫn hình thành ở phần tiếp giáp giữa thực quản và dạ dày và mở rộng thành một túi phình to, giống như vòng tròn, được chẩn đoán thuộc chi này, cho phép việc thở không khí. Otocinclus là loài cá cảnh phổ biến. Chúng thường được mua để làm loài ăn tảo. Rất khó để làm chúng sinh sản trong điều kiện nuôi nhốt, và chỉ những con Otocinclus hoang dã được đánh bắt mới có sẵn cho những người nuôi cá. Chi này phân bố rộng rãi ở phía đông dãy Andes của Nam Mỹ, khắp các vùng đất thấp từ bắc Venezuela đến bắc Argentina, nhưng nhìn chung không có ở vùng đất thấp Amazon và Orinoco.

## Đặc điểm
Các loài cá bống Oto có ngoại hình gần giống cá bống mút rong hay cá bống vàng, khả năng vệ sinh tốt. Kích thước tối đa: 30 cm. Màu sắc của chúng cơ bản là trắng và ghi. Những con cá bống Oto là một trong những thành viên nhỏ nhất của họ cá Loricariidae. Với một dải màu ghi chạy gần xuyên suốt cơ thể. Phần đầu của chúng cũng được bao phủ bởi một màu ghi gần đen. chúng có chế độ ăn uống thực vật, chúng là loại cá ăn rêu tảo được rất nhiều người chơi cá cảnh lựa chọn. Là những loài cá ôn hòa và thích bầy đàn, nên nuôi chúng cùng một vài cá thể, tạo thành một đàn nhỏ để tránh cho chúng bị căng thẳng.

## Các loài
Có 18 loài được ghi nhận trong chi này:
- Otocinclus arnoldi Regan, 1909
- Otocinclus batmani Lehmann A., 2006[4]
- Otocinclus bororo Schaefer, 1997
- Otocinclus caxarari Schaefer, 1997
- Otocinclus cocama Reis, 2004 (zebra oto)[5]
- Otocinclus flexilis Cope, 1894 (peppered oto)
- Otocinclus hasemani Steindachner, 1915
- Otocinclus hoppei Miranda-Ribeiro, 1939
- Otocinclus huaorani Schaefer, 1997
- Otocinclus macrospilus Eigenmann & Allen, 1942
- Otocinclus mangaba Lehmann A., Mayer & Reis, 2010
- Otocinclus mariae Fowler, 1940
- Otocinclus mimulus Axenrot & Kullander, 2003[6]
- Otocinclus mura Schaefer, 1997
- Otocinclus tapirape Britto & Moreira, 2002[7]
- Otocinclus vestitus Cope, 1872
- Otocinclus vittatus Regan, 1904
- Otocinclus xakriaba Schaefer, 1997